# Glas-in-loodcompositie III
Glas-in-loodcompositie III is een glas-in-loodraam ontworpen door Theo van Doesburg. Van het raam bestaan vijf exemplaren: één in Stedelijk Museum De Lakenhal in Leiden en vier in het Kröller-Müller Museum in Nationaal Park De Hoge Veluwe.

## Beschrijving
Glas-in-loodcompositie III bestaat uit een patroon van rechthoekige stukken wit, geel, blauw en rood glas. Het patroon bestaat uit een driehoekig motief dat acht keer herhaald wordt: vier keer in de hoeken en vier keer, gespiegeld, in het ruitvormige middengedeelte. In beide gevallen wordt het motief steeds een kwartslag ten opzichte van het middelpunt gedraaid. In het artikel ‘Glas-in-lood van Theo van Doesburg’ uit 1918 schreef architect en De Stijl-lid Oud hierover:

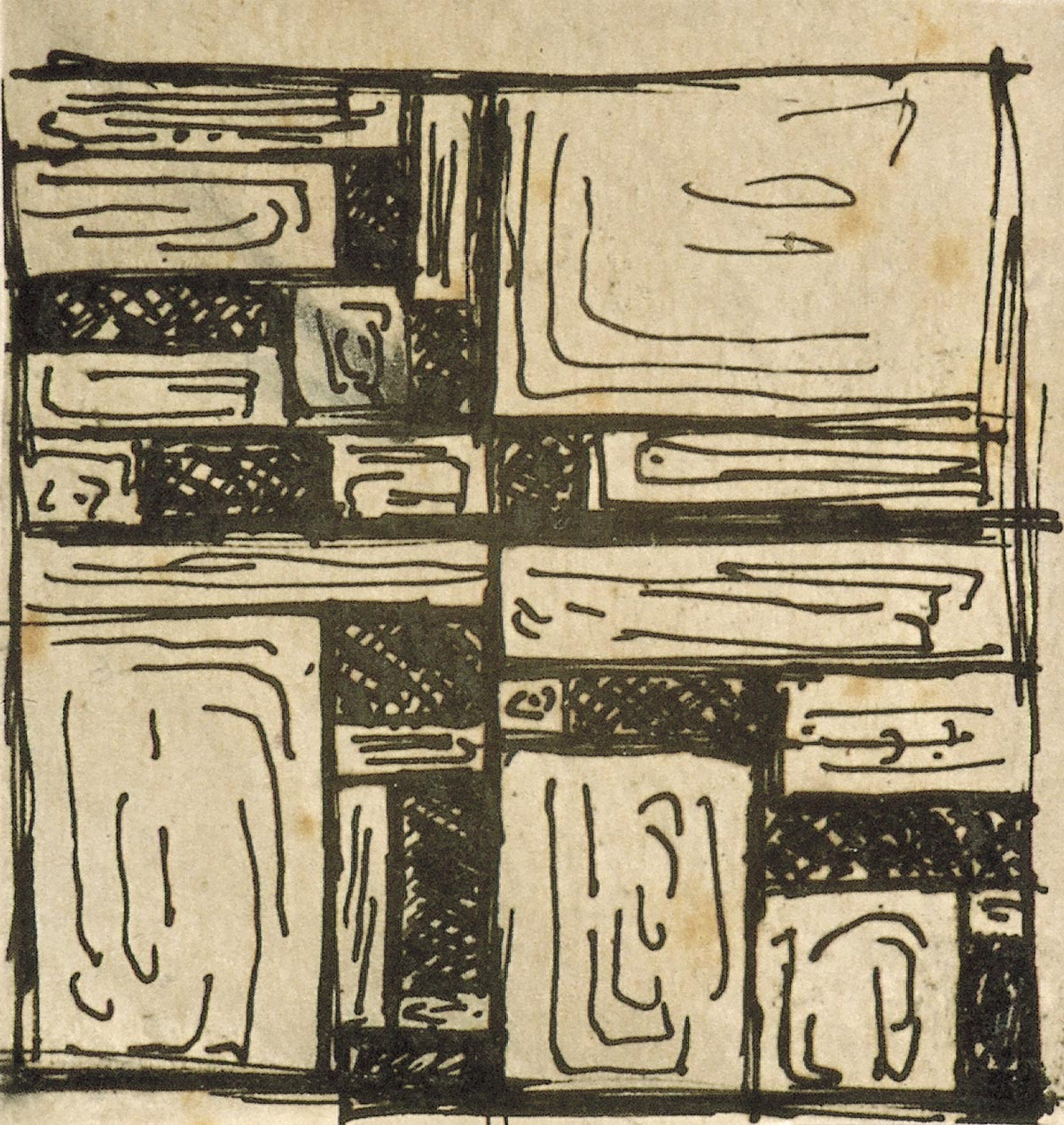
Theo van Doesburg. Studie voor glas-in-loodcompositie III. 1917. Inkt op transparant papier. 5 × 5,5 cm. Utrecht, Centraal Museum.

Compositie III laat door de logische ontwikkeling van het gegeven, concentrische en een excentrische beweging waarnemen, waardoor het beeldend gegeven, „schoonrijden” tot uitdrukking komt.
— Oud (Augustus 1918)

## Motief
Het motief, waarvan een voorstudie bewaard is gebleven, is gebaseerd op een gestileerde schaatsenrijder naar links. Volgens kunsthistoricus Carel Blotkamp ontleende Van Doesburg dit motief aan een schilderij van Vilmos Huszár, getiteld Compositie II (schaatsenrijders). De manier waarop de acht schaatsenrijders tegenwoordig geplaatst zijn komt niet overeen met oude foto's. Hierop zijn de middelste schaatsenrijders niet-gespiegeld en 'tegen de klok in' te zien. Vermoed wordt dat de ramen tijdens een restauratie verkeerd in elkaar gezet zijn.

## Herkomst
De vijf ramen bevonden zich oorspronkelijk in een door architect Jan Wils ontworpen onderwijzerswoningen in Sint Anthoniepolder. In 1985 werden ze uit deze woning verwijderd en verkocht aan de Rijksdienst Beeldende Kunst (nu Rijksdienst voor het Cultureel Erfgoed). In 1991 werden vier ramen (met inventarisnummer AA3180-A, -C, -D en -E) in beheer overgedragen aan het Kröller-Müller Museum. In 1994 werd het resterende raam (met inventarisnummer AA3180-B) in bruikleen gegeven aan het Stedelijk Museum De Lakenhal.